# Sint-Monulphus en Gondulphuskerk (Knegsel)

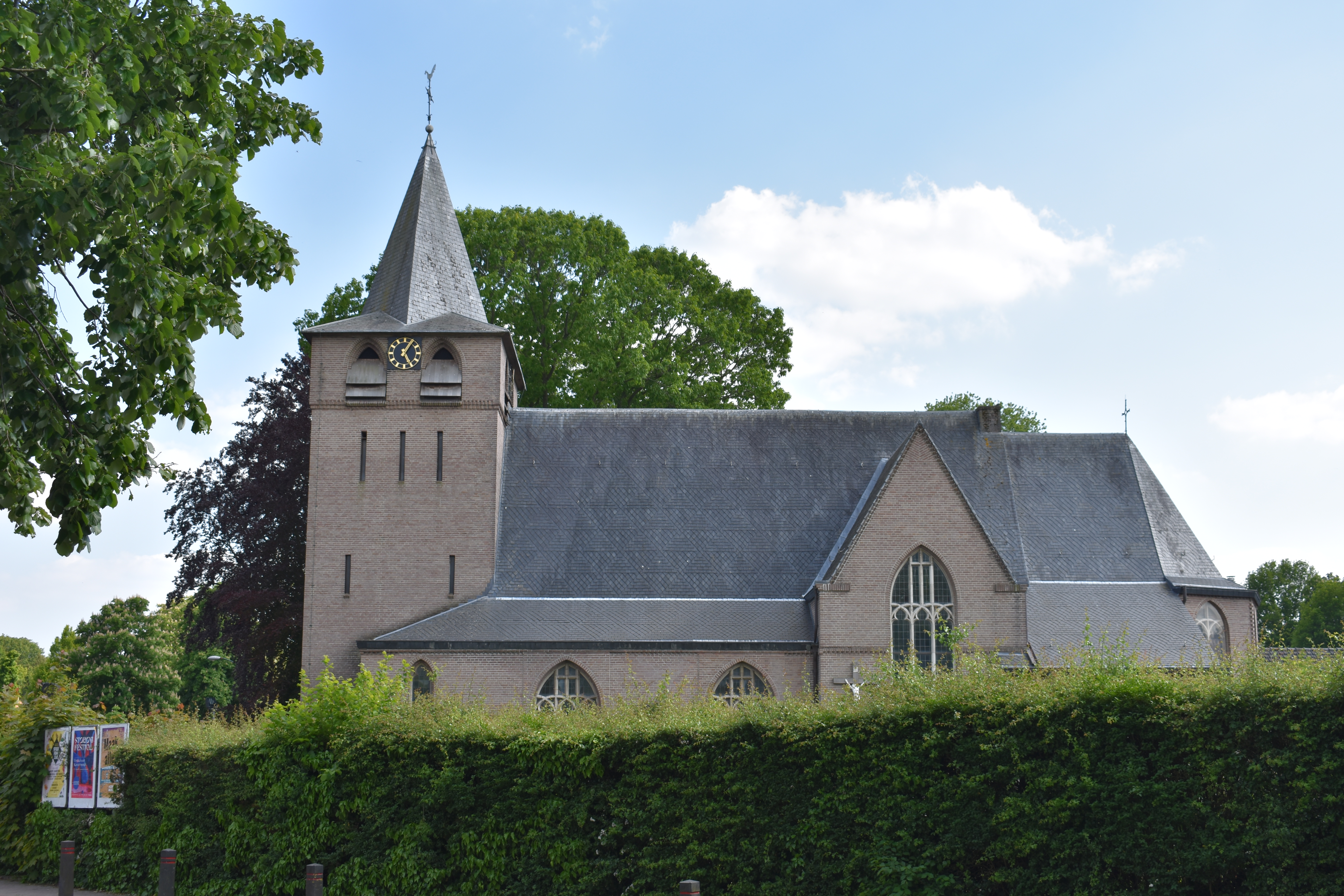
Sint-Monulphus en Gondulphuskerk

De Sint-Monulphus en Gondulphuskerk is een voormalige parochiekerk in de tot de Noord-Brabantse gemeente Eersel behorende plaats Knegsel, gelegen aan de Steenselseweg 2.

## Geschiedenis
Al in de 14e eeuw was Knegsel een zelfstandige parochie waarvan de kerk, aan de huidige Pastoor Eykenweg, in 1648 in protestantse handen kwam. Er waren echter nauwelijks protestanten in Knegsel zodat de kerk niet werd onderhouden. Knegsel werd door Franse troepen verwoest in 1688. Ook de kerk werd ernstig beschadigd. Een volgende plundering vond plaats in 1702. In 1790 stortte de kerk in en de restanten werden in de loop van de 19e eeuw verder gesloopt. Op deze plaats, het oude kerkhof genaamd. staat tegenwoordig een Heilig Hartbeeld en werden de fundamenten opnieuw zichtbaar gemaakt.
De katholieken ondertussen betrokken een schuurkerk die in 1789 afbrandde. De kerk stond meer naar het oosten, waar de dorpelingen, na de verwoestingen, een nieuw dorpscentrum stichtten De schuurkerk werd herbouwd omstreeks 1800 en in 1822 voorzien van een toren. In 1857 en 1895 werd de kerk nog vergroot.
In 1926 werd een nieuwe kerk gebouwd, gelegen naast de oude schuurkerk. Deze werd ontworpen door Hendrik Willem Valk.
In 2019 werd het voornemen tot sluiting concreet en werd de kerk verkocht aan ontwikkelingsmaatschappij Schipvast. De kerk werd in 2024 onttrokken aan de eredienst.  De kerk gaat fungeren als gemeenschapshuis en op het terrein worden ook woningen gebouwd.

## Gebouw
Het betreft een bakstenen driebeukige pseudobasilicale kruiskerk met voorgebouwde zware toren op vierkante plattegrond. De kerk bezit neogotische stijlelementen. De kerk wordt omgeven door een kerkhof.